# Organzza
Organzza é o nome artístico de Vinícius Andrade (Rio de Janeiro, 1991 ou 1992), uma drag queen, artista visual, figurinista e modelo brasileira, que venceu a primeira temporada do Drag Race Brasil.

## Vida pregressa
Vinícius Andrade é filho de Dona Carmen, nasceu e cresceu em Coelho Neto, Zona Norte do Rio de Janeiro. Sua mãe desfilou na Marquês de Sapucaí quando estava grávida de sete meses.
Desde a infância, ele participava de peças de teatro e espetáculos de dança. Ele viveu com a avó, que era costureira, mas aprendeu a costurar quando tinha cerca de 18 anos, e comprou sua máquina de costura em 2016.

## Carreira
Vinícius Andrade estudava direção teatral na Universidade Federal do Rio de Janeiro quando passou a se interessar pela cena drag, pois viu nela um espaço de potência artística para performar no palco e criar cena. O que aconteceu em 2018 para o “Queens, O Concurso”, concurso carioca de drags iniciantes.
Ele começou a performar a drag queen Organzza em 2018, com inspiração no afrofuturismo e na estética do carnaval brasileiro. O nome de sua drag vem do tecido de mesmo nome, porque têm em comum os fatos de poderem ser finos, muito caros e requintados, mas também sintéticos e altamente inflamáveis. Ela queria um nome drag que se relacionasse com o Carnaval e a costura; e ele surgiu quando ela estava costurando o seu primeiro figurino e ele era de Organza.
Sua carreira artística teve repercussão em 2023, quando venceu a primeira temporada do Drag Race Brasil, exibido pela Paramount Plus e pela MTV. Ela venceu três desafios ao longo da competição. Para a produção dos figurinos que utilizou durante o concurso, teve ajuda de 10 amigas drags que toparam realizar tudo no sigilo.
| “          | A arte drag sempre foi muito desvalorizada no Brasil, diferente de como é lá fora, então, espero que o programa tenha mostrado a importância e a riqueza da nossa arte, e que tenha despertado no público o desejo de acompanhar mais de perto a cena drag. | ” |
| — Organzza | |   |

Ela integra o coletivo Casa de Cosmos, uma das mais influentes da cena carioca, possindo inclusive título de "Casa do Ano".

## Vida pessoal
Vinícius se entende como bissexual e, em julho de 2021, descobriu que convive com o HIV, para o qual faz tratamento gratuito pelo Sistema Único de Saúde (SUS).

## Prêmios e reconhecimentos
Organzza já ganhou diversos concursos, fez participação na novela Verão 90 e no videoclipe Dia D, de Clarice Falcão, e é figurinha conhecida na noite carioca e paulistana, se apresentando em festas como a V de Viadão, Drag Brunch e a Realness, onde já abriu shows de drags como Mo Heart e Miz Cracker.
- 2023 - vencedora da primeira temporada do Drag Race Brasil[14][24][25][26][27]
- 2022 - fez parte do Calendrag, do Distrito Drag[14]
- 2022 - DragStar, no Teatro Rival[12]
- 2022 - Melhor Drag Performance, no Festival Presença[12]
- 2021 - The Next Talent Drag[12]